# Souanyas
Souanyas  (en catalan Soanyes) est une commune française située dans le centre du département des Pyrénées-Orientales en région Occitanie. Sur le plan historique et culturel, la commune est dans le pays de Conflent, correspondant à l'ensemble des vallées pyrénéennes qui « confluent » avec le lit creusé par la Têt entre Mont-Louis et Rodès.
Exposée à un climat océanique altéré, elle est drainée par la Têt et par un autre cours d'eau. Incluse dans le parc naturel régional des Pyrénées catalanes, la commune possède un patrimoine naturel remarquable : deux sites Natura 2000 (les « sites à chiroptères des Pyrénées-Orientales » et le « pins de Salzmann du Conflent ») et quatre zones naturelles d'intérêt écologique, faunistique et floristique.
Souanyas est une commune rurale qui compte 31 habitants en 2022, après avoir connu un pic de population de 148 habitants en 1836. Ses habitants sont appelés les Souanyasais ou Souanyasaises.
Ses habitants sont les Souanyasais.

## Géographie

### Localisation
La commune de Souanyas se trouve dans le département des Pyrénées-Orientales, en région Occitanie.
Elle se situe à 53 km à vol d'oiseau de Perpignan, préfecture du département, et à 14 km de Prades, sous-préfecture.
Les communes les plus proches sont :
Olette (1,0 km), Nyer (1,8 km), Oreilla (2,3 km), Jujols (2,7 km), Canaveilles (2,8 km), Escaro (3,3 km), Serdinya (4,1 km), Thuès-Entre-Valls (5,4 km).
Sur le plan historique et culturel, Souanyas fait partie de la région de Conflent, héritière de l'ancien comté de Conflent et de la viguerie de Conflent. Ce pays correspond à l'ensemble des vallées pyrénéennes qui « confluent » avec le lit creusé par la Têt entre Mont-Louis, porte de la Cerdagne, et Rodès, aux abords de la plaine du Roussillon.

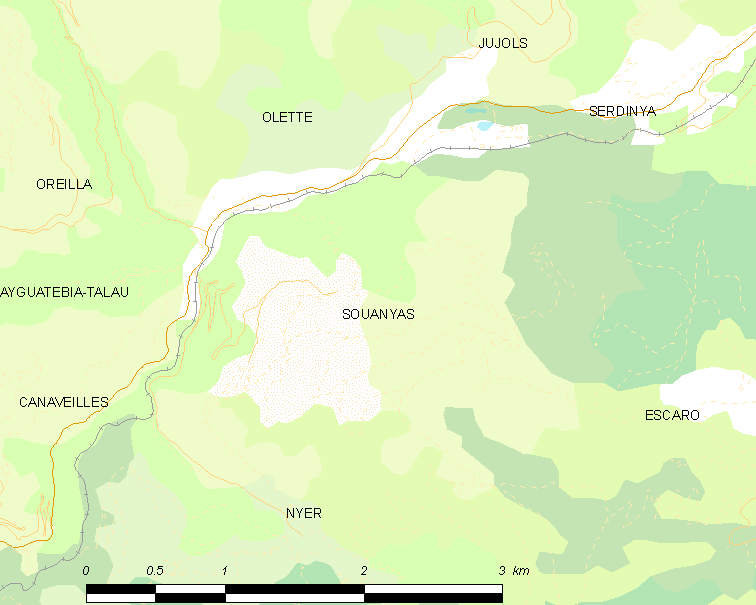
Situation de la commune.

|             | Olette   | Serdinya (par un quadripoint) |
| Canaveilles | Souanyas | Escaro                        |
|             | Nyer     |                               |

### Géologie et relief
La commune est située dans une zone de métasédiments précambriens et cambriens.

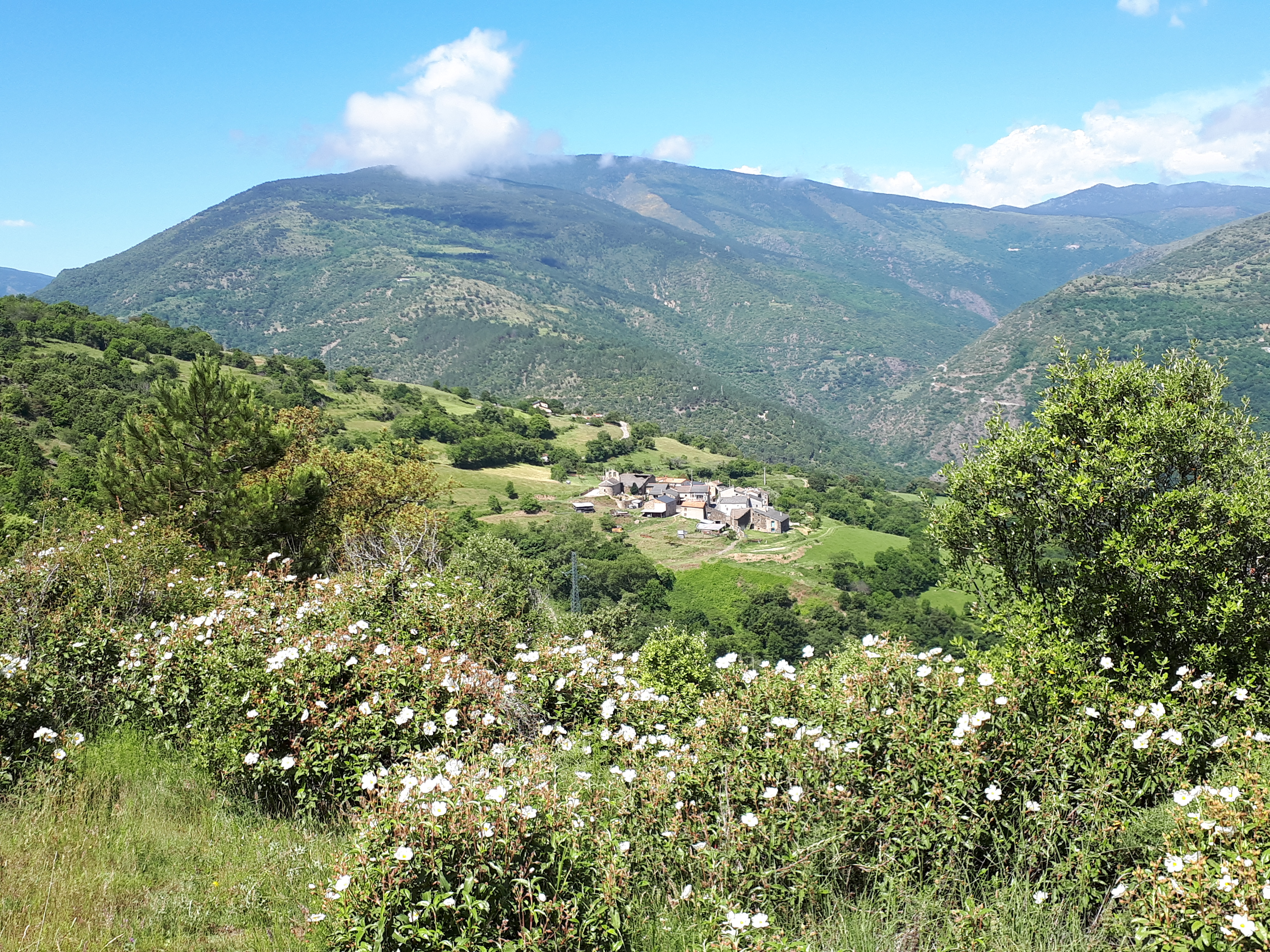
Le village est situé sur une terrasse en pente douce, 200 mètres au-dessus d'Olette dans de la vallée abrupte de la Têt. La rivière Têt coulait au niveau de Souanyas il y a environ trois millions d'années.

La commune est classée en zone de sismicité 4, correspondant à une sismicité moyenne.

### Climat
Pour des articles plus généraux, voir Climat de l'Occitanie et Climat des Pyrénées-Orientales.
En 2010, le climat de la commune est de type climat océanique altéré, selon une étude du CNRS s'appuyant sur une série de données couvrant la période 1971-2000. En 2020, Météo-France publie une typologie des climats de la France métropolitaine dans laquelle la commune est exposée à un climat de montagne ou de marges de montagne et est dans la région climatique Pyrénées orientales, caractérisée par une faible pluviométrie, un très bon ensoleillement (2 600 h/an), un air sec, particulièrement en hiver et peu de brouillards.
Pour la période 1971-2000, la température annuelle moyenne est de 11,3 °C, avec une amplitude thermique annuelle de 14,1 °C. Le cumul annuel moyen de précipitations est de 846 mm, avec 7 jours de précipitations en janvier et 6,3 jours en juillet. Pour la période 1991-2020, la température moyenne annuelle observée sur la station météorologique la plus proche, située sur la commune de Formiguères à 16 km à vol d'oiseau, est de 7,6 °C et le cumul annuel moyen de précipitations est de 737,3 mm,. Pour l'avenir, les paramètres climatiques de la commune estimés pour 2050 selon différents scénarios d’émission de gaz à effet de serre sont consultables sur un site dédié publié par Météo-France en novembre 2022.

### Milieux naturels et biodiversité

#### Espaces protégés
La protection réglementaire est le mode d’intervention le plus fort pour préserver des espaces naturels remarquables et leur biodiversité associée,.
Un espace protégé est présent sur la commune :
le parc naturel régional des Pyrénées catalanes, créé en 2004 et d'une superficie de 139 062 ha, qui s'étend sur 66 communes du département. Ce territoire s'étage des fonds maraîchers et fruitiers des vallées de basse altitude aux plus hauts sommets des Pyrénées-Orientales en passant par les grands massifs de garrigue et de forêt méditerranéenne,.

#### Réseau Natura 2000

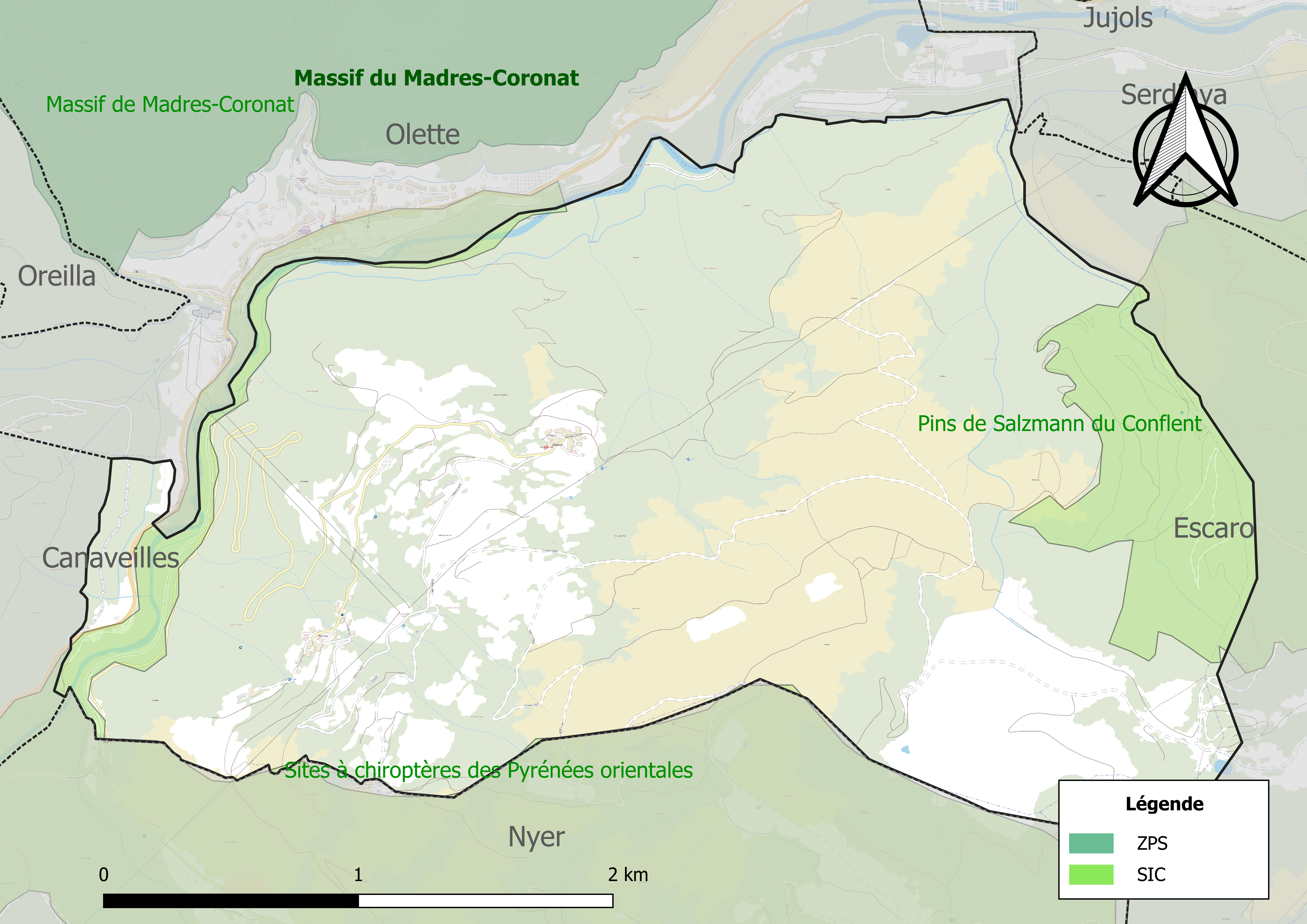
Sites Natura 2000 sur le territoire communal.

Le réseau Natura 2000 est un réseau écologique européen de sites naturels d'intérêt écologique élaboré à partir des directives habitats et oiseaux, constitué de zones spéciales de conservation (ZSC) et de zones de protection spéciale (ZPS).
Deux sites Natura 2000 ont été définis sur la commune au titre de la directive habitats :
- les « sites à chiroptères des Pyrénées-Orientales », d'une superficie de 2 437 ha, abritent d'importantes colonies d'espèces de chauves-souris d'intérêt communautaire[22] ;
- le « pins de Salzmann du Conflent », d'une superficie de 998 ha, abrite en effet le plus beau peuplement de Pin de Salzmann de tout le département des Pyrénées-Orientales et possède des arbres remarquables[23] ;

#### Zones naturelles d'intérêt écologique, faunistique et floristique
L’inventaire des zones naturelles d'intérêt écologique, faunistique et floristique (ZNIEFF) a pour objectif de réaliser une couverture des zones les plus intéressantes sur le plan écologique, essentiellement dans la perspective d’améliorer la connaissance du patrimoine naturel national et de fournir aux différents décideurs un outil d’aide à la prise en compte de l’environnement dans l’aménagement du territoire.
Deux ZNIEFF de type 1 sont recensées sur la commune :
la « forêt de Pin de Salzmann du Conflent » (1 232 ha), couvrant 4 communes du département et
la « rivière de Mantet, de Nyer à la Têt » (54 ha), couvrant 2 communes du département
et deux ZNIEFF de type 2, :
- la « vallée du Conflent » (5 742 ha), couvrant 12 communes du département[27] ;
- le « versant sud du massif du Madres » (27 267 ha), couvrant 27 communes du département[28].

Carte des ZNIEFF de type 1 et 2 à Souanyas.
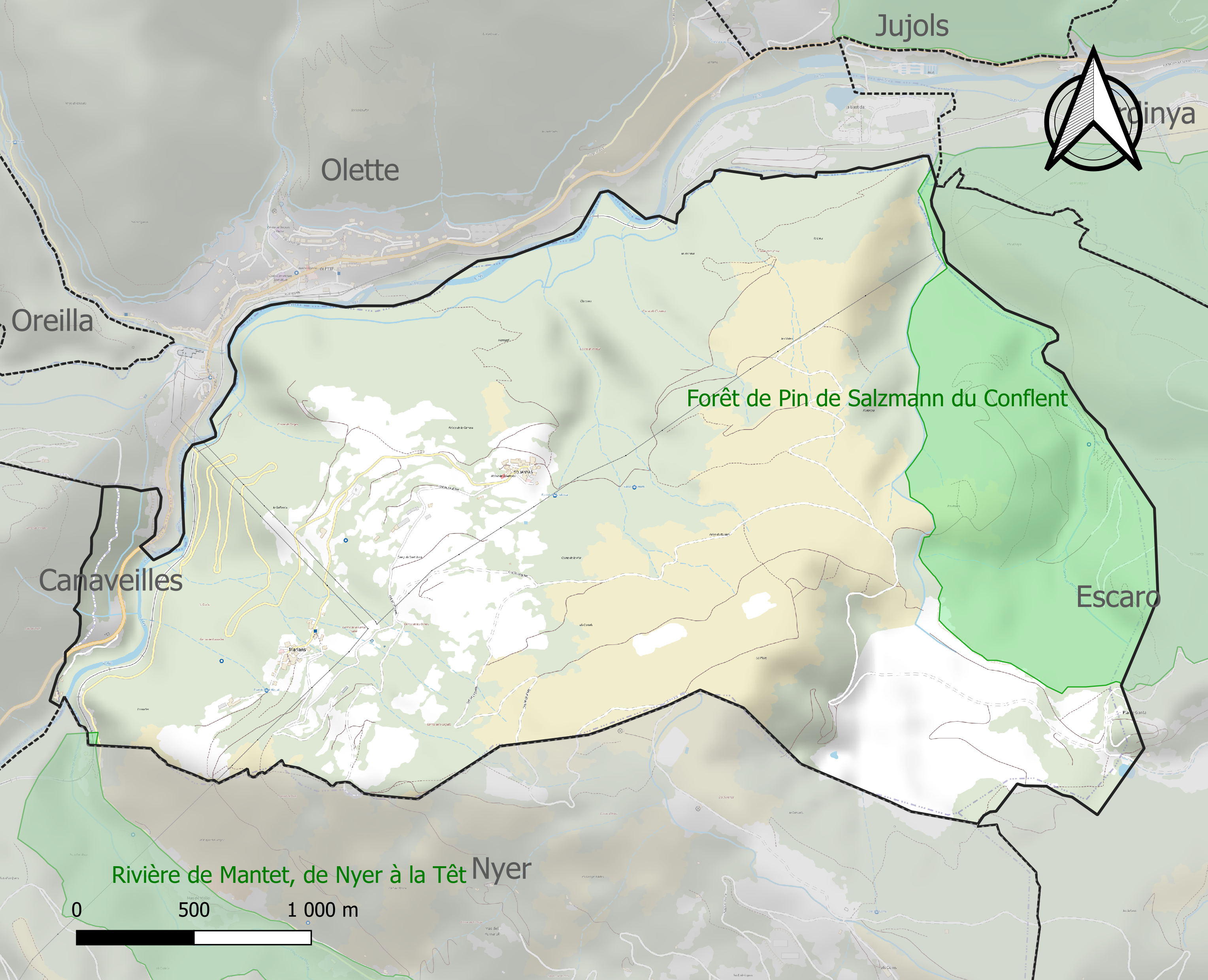
Carte des ZNIEFF de type 1 sur la commune.
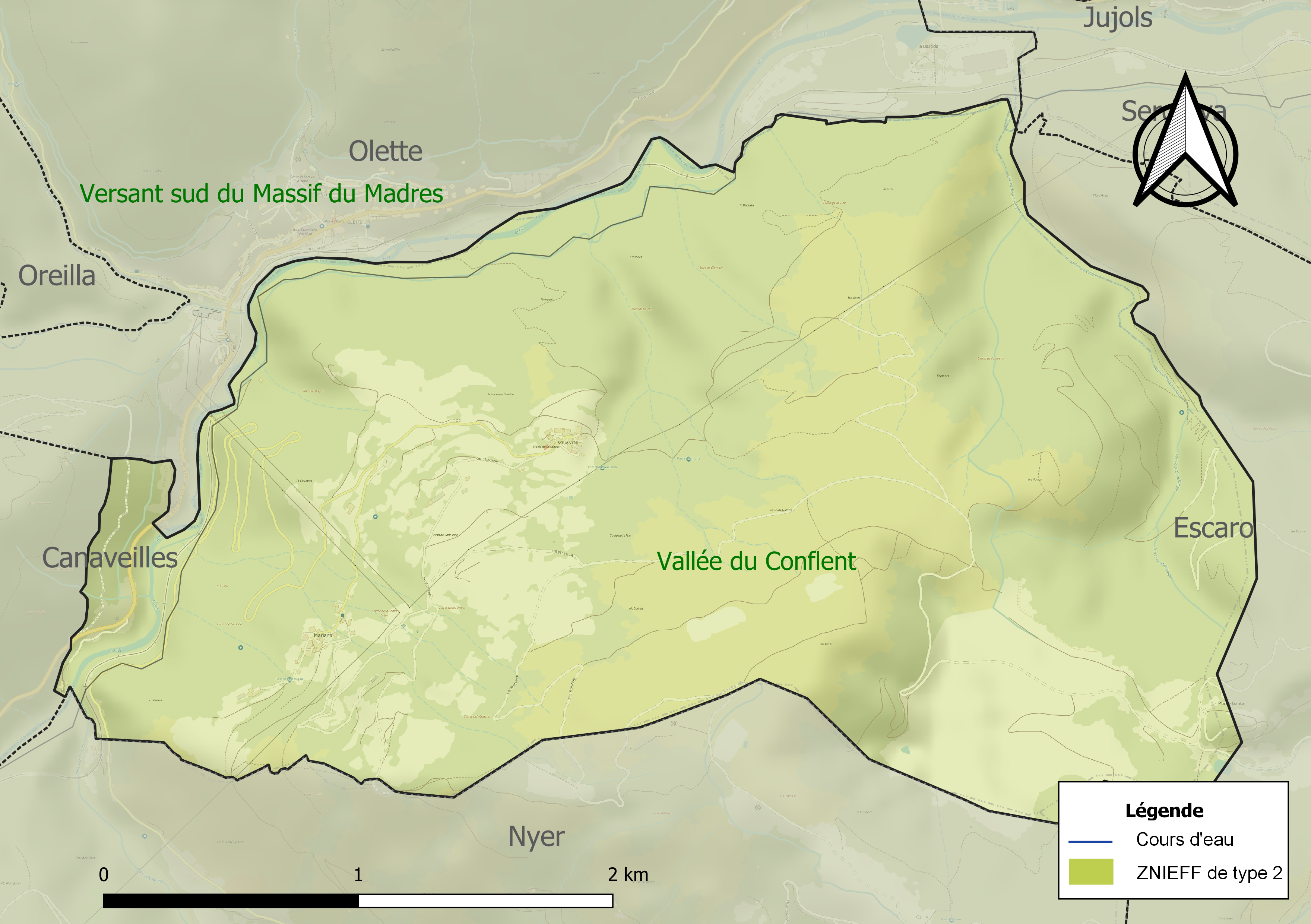
Carte des ZNIEFF de type 2 sur la commune.

## Urbanisme

### Typologie
Au 1er janvier 2024, Souanyas est catégorisée commune rurale à habitat très dispersé, selon la nouvelle grille communale de densité à sept niveaux définie par l'Insee en 2022.
Elle est située hors unité urbaine et hors attraction des villes,.

### Occupation des sols
L'occupation des sols de la commune, telle qu'elle ressort de la base de données européenne d’occupation biophysique des sols Corine Land Cover (CLC), est marquée par l'importance des forêts et milieux semi-naturels (78,3 % en 2018), en augmentation par rapport à 1990 (70,2 %). La répartition détaillée en 2018 est la suivante :
milieux à végétation arbustive et/ou herbacée (39,6 %), forêts (38,7 %), zones agricoles hétérogènes (21,7 %). L'évolution de l’occupation des sols de la commune et de ses infrastructures peut être observée sur les différentes représentations cartographiques du territoire : la carte de Cassini (XVIIIe siècle), la carte d'état-major (1820-1866) et les cartes ou photos aériennes de l'IGN pour la période actuelle (1950 à aujourd'hui).

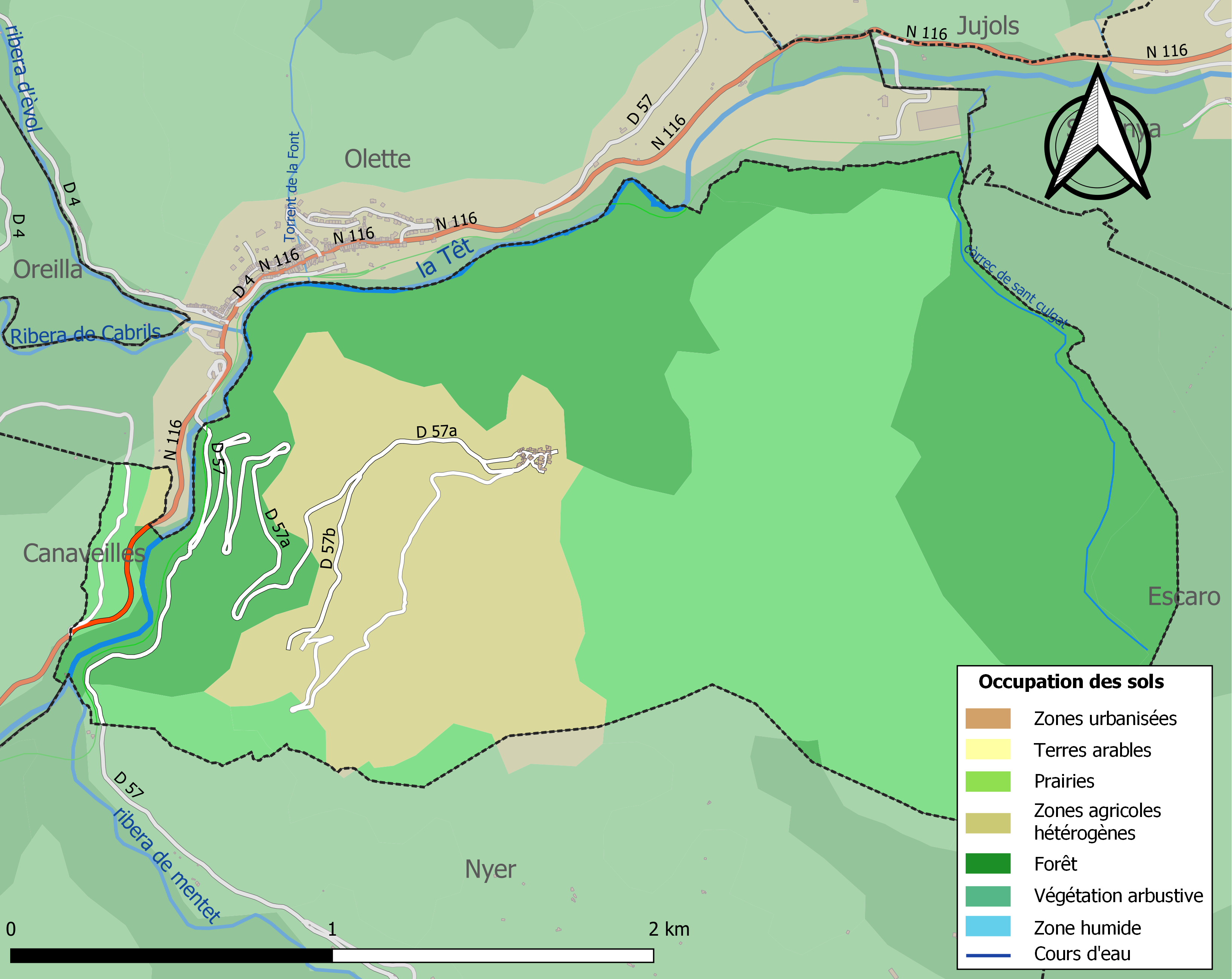
Carte des infrastructures et de l'occupation des sols de la commune en 2018 (CLC).

### Risques majeurs
Le territoire de la commune de Souanyas est vulnérable à différents aléas naturels : inondations, climatiques (grand froid ou canicule), feux de forêts, mouvements de terrains et séisme (sismicité moyenne). Il est également exposé à deux risques technologiques, le transport de matières dangereuses et la rupture d'un barrage, et à deux risques particuliers, les risques radon et minier,.

#### Risques naturels
Certaines parties du territoire communal sont susceptibles d’être affectées par le risque d’inondation par crue torrentielle de cours d'eau du bassin de la Têt.
Les mouvements de terrains susceptibles de se produire sur la commune sont soit des mouvements liés au retrait-gonflement des argiles, soit des glissements de terrains, soit des chutes de blocs, soit des effondrements liés à des cavités souterraines. Une cartographie nationale de l'aléa retrait-gonflement des argiles permet de connaître les sols argileux ou marneux susceptibles vis-à-vis de ce phénomène. L'inventaire national des cavités souterraines permet par ailleurs de localiser celles situées sur la commune.
Ces risques naturels sont pris en compte dans l'aménagement du territoire de la commune par le biais d'un plan de prévention des risques inondations et mouvements de terrains.

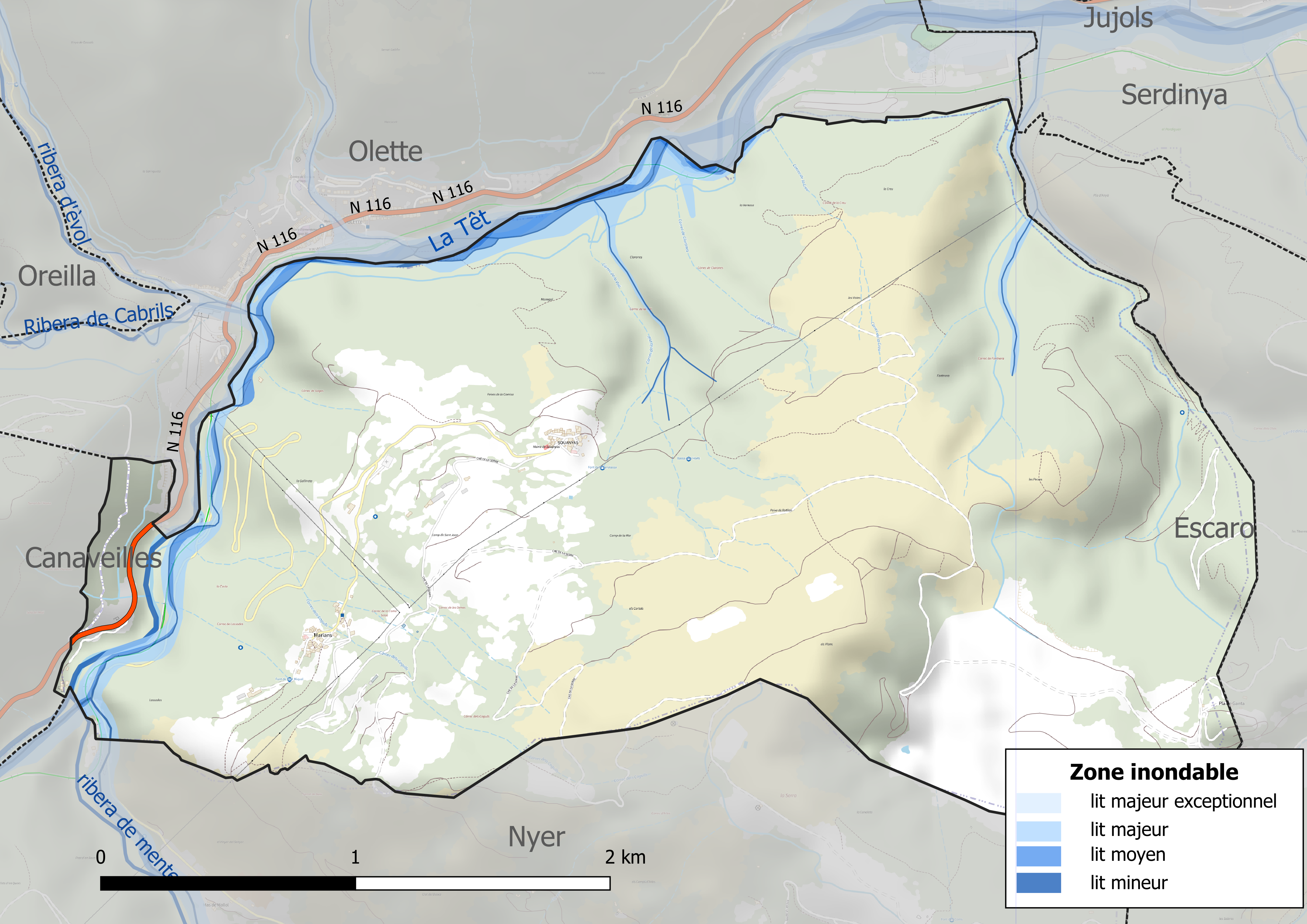
Carte des zones inondables.
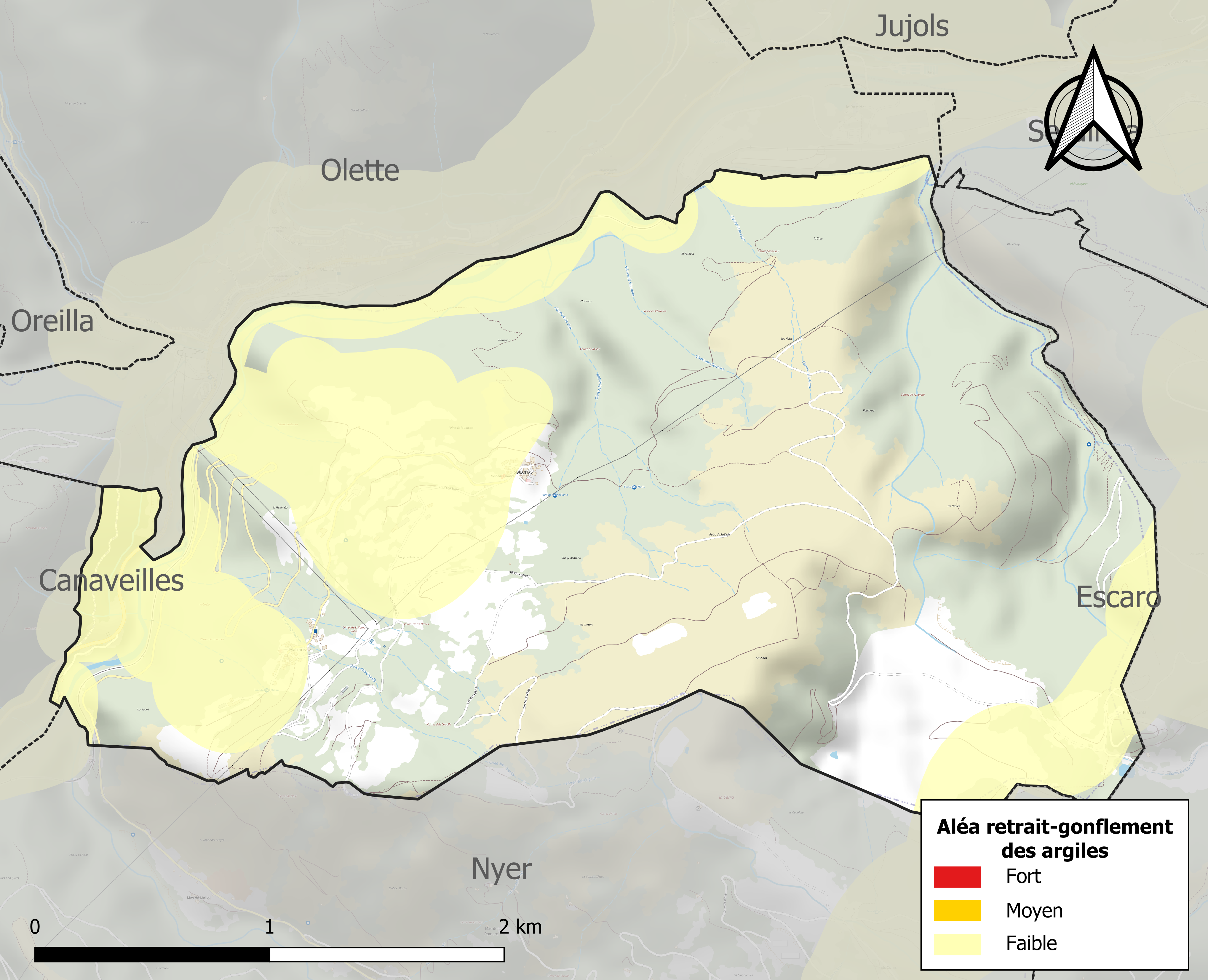
Carte des zones d'aléa retrait-gonflement des argiles.

#### Risques technologiques
Le risque de transport de matières dangereuses sur la commune est lié à sa traversée par une route à fort trafic. Un accident se produisant sur une telle infrastructure est en effet susceptible d’avoir des effets graves au bâti ou aux personnes jusqu’à 350 m, selon la nature du matériau transporté. Des dispositions d’urbanisme peuvent être préconisées en conséquence.
Dans le département des Pyrénées-Orientales, on dénombre sept grands barrages susceptibles d’occasionner des dégâts en cas de rupture. La commune fait partie des 66 communes susceptibles d’être touchées par l’onde de submersion consécutive à la rupture d’un de ces barrages, le barrage des Bouillouses sur la Têt, un ouvrage de 17,5 m de hauteur construit en 1910.

#### Risque particulier
La commune est concernée par le risque minier, principalement lié à l’évolution des cavités souterraines laissées à l’abandon et sans entretien après l’exploitation des mines.
Dans plusieurs parties du territoire national, le radon, accumulé dans certains logements ou autres locaux, peut constituer une source significative d’exposition de la population aux rayonnements ionisants. Toutes les communes du département sont concernées par le risque radon à un niveau plus ou moins élevé. Selon la classification de 2018, la commune de Souanyas est classée en zone 2, à savoir zone à potentiel radon faible mais sur lesquelles des facteurs géologiques particuliers peuvent faciliter le transfert du radon vers les bâtiments.

## Toponymie
En catalan, le nom de la commune est Soanyes.

## Histoire

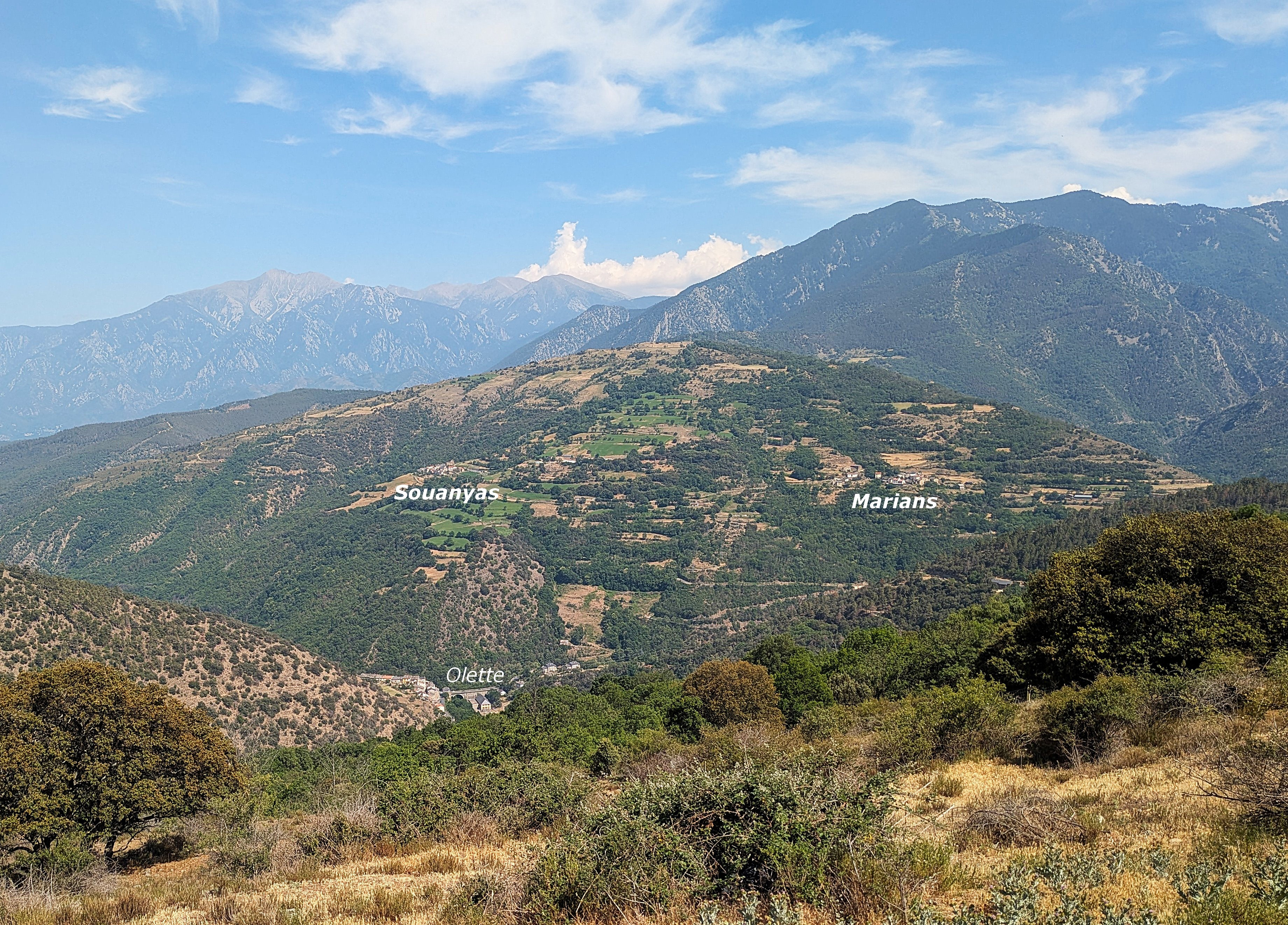
La situation de Souanyas et de Marians.

Marians, qui dépendait jadis de la paroisse de Souanyas, devient une commune en 1790, puis est rattachée à la commune de Souanyas le 1er mai 1822.

## Politique et administration
À compter des élections départementales de 2015, la commune est incluse dans le nouveau canton des Pyrénées catalanes.

### Liste des maires

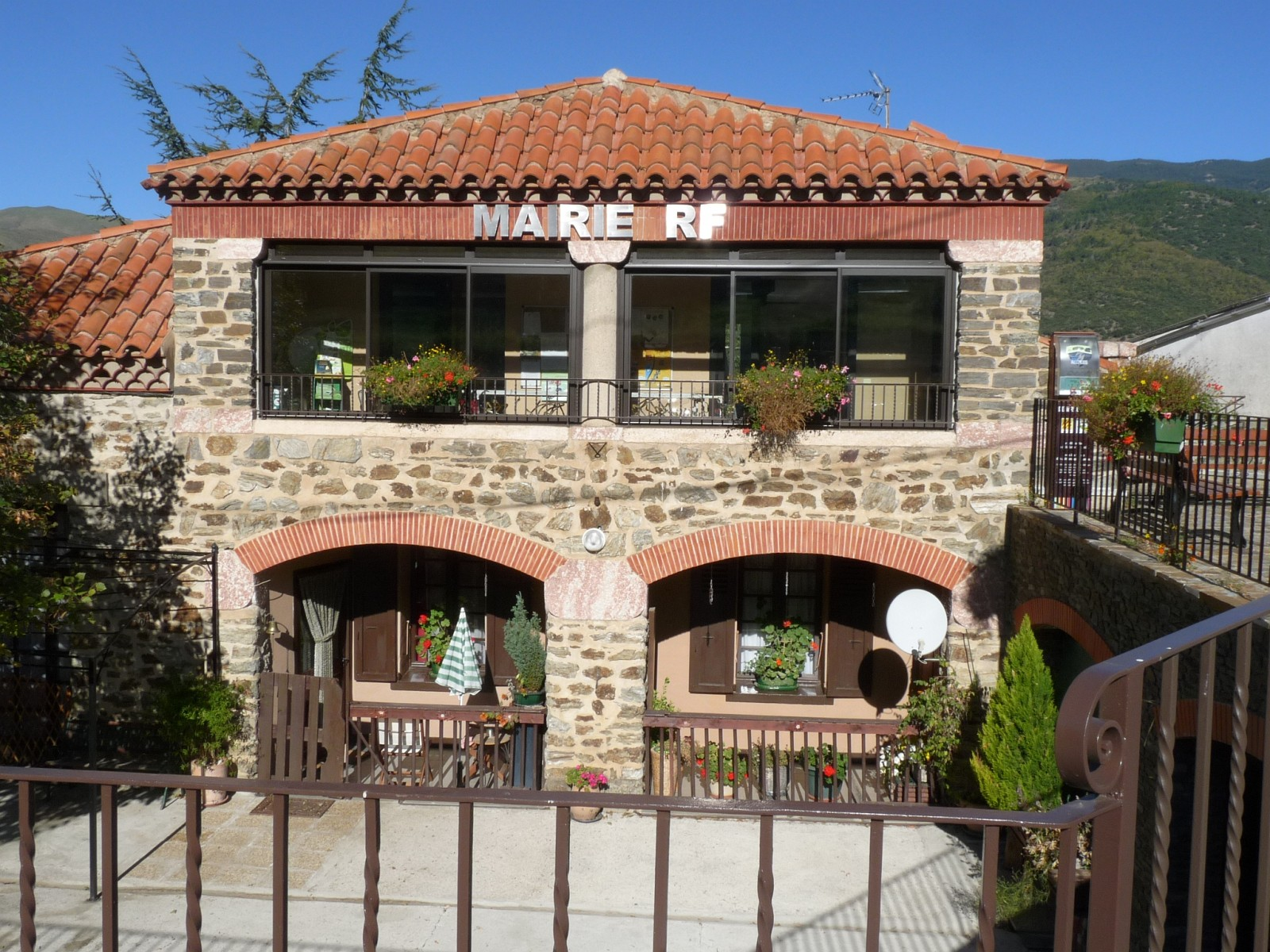
La mairie

| Période    | Période                     | Identité    | Étiquette | Qualité |
| ---------- | --------------------------- | ----------- | --------- | ------- |
| avant 1988 | ...                         | Jean Pubill | PCF       | ..      |
| mars 2001  | En cours (au 30 avril 2014) | Guy Bobé,   | ..        | ..      |

## Population et société

### Démographie ancienne
La population est exprimée en nombre de feux (f) ou d'habitants (H).
| 1358 | 1365 | 1378 | 1424 | 1470 | 1515 | 1553 | 1767 | 1774 |
| ---- | ---- | ---- | ---- | ---- | ---- | ---- | ---- | ---- |
| 20 f | 9 f  | 6 f  | 5 f  | 12 f | 8 f  | 10 f | 58 H | 19 f |

| 1789 | - | - | - | - | - | - | - | - |
| ---- | - | - | - | - | - | - | - | - |
| 12 f | - | - | - | - | - | - | - | - |

Notes :
- 1358, 1424, 1553 et 1774 : pour Souanyas et Marians.

### Démographie contemporaine
L'évolution du nombre d'habitants est connue à travers les recensements de la population effectués dans la commune depuis 1793. Pour les communes de moins de 10 000 habitants, une enquête de recensement portant sur toute la population est réalisée tous les cinq ans, les populations de référence des années intermédiaires étant quant à elles estimées par interpolation ou extrapolation. Pour la commune, le premier recensement exhaustif entrant dans le cadre du nouveau dispositif a été réalisé en 2007.

En 2022, la commune comptait 31 habitants, en évolution de −22,5 % par rapport à 2016 (Pyrénées-Orientales : +3,92 %, France hors Mayotte : +2,11 %).
| 1793 | 1800 | 1806 | 1821 | 1831 | 1836 | 1841 | 1846 | 1851 |
| ---- | ---- | ---- | ---- | ---- | ---- | ---- | ---- | ---- |
| 70   | 57   | 65   | 80   | 139  | 148  | 139  | 133  | 132  |

| 1856 | 1861 | 1866 | 1872 | 1876 | 1881 | 1886 | 1891 | 1896 |
| ---- | ---- | ---- | ---- | ---- | ---- | ---- | ---- | ---- |
| 124  | 126  | 104  | 119  | 107  | 139  | 141  | 140  | 130  |

| 1901 | 1906 | 1911 | 1921 | 1926 | 1931 | 1936 | 1946 | 1954 |
| ---- | ---- | ---- | ---- | ---- | ---- | ---- | ---- | ---- |
| 128  | 140  | 133  | 114  | 116  | 113  | 102  | 90   | 92   |

| 1962 | 1968 | 1975 | 1982 | 1990 | 1999 | 2006 | 2007 | 2012 |
| ---- | ---- | ---- | ---- | ---- | ---- | ---- | ---- | ---- |
| 74   | 63   | 47   | 41   | 45   | 27   | 35   | 36   | 44   |

| 2017 | 2022 | - | - | - | - | - | - | - |
| ---- | ---- | - | - | - | - | - | - | - |
| 37   | 31   | - | - | - | - | - | - | - |

Note :
- À partir de 1826, les habitants de Marians sont recensés avec ceux de Souanyas.

| selon la population municipale des années : | 1968 | 1975 | 1982 | 1990 | 1999 | 2006 | 2009 | 2013 |
| Rang de la commune dans le département      | 199  | 209  | 189  | 209  | 215  | 217  | 215  | 209  |
| Nombre de communes du département           | 232  | 217  | 220  | 225  | 226  | 226  | 226  | 226  |

### Manifestations culturelles et festivités
- Fête patronale : 29 décembre[53].

### Santé
Il n'y a pas de médecin à Souanyas. Le médecin le plus proche est à Olette.

## Économie

### Emploi
|                | 2008   | 2013   | 2018   |
| -------------- | ------ | ------ | ------ |
| Commune        | 6,7 %  | 11,8 % | 20 %   |
| Département    | 10,3 % | 12,9 % | 13,3 % |
| France entière | 8,3 %  | 10 %   | 10 %   |

En 2018, la population âgée de 15 à 64 ans s'élève à 15 personnes, parmi lesquelles on compte 73,3 % d'actifs (53,3 % ayant un emploi et 20 % de chômeurs) et 26,7 % d'inactifs,. En 2018, le taux de chômage communal (au sens du recensement) des 15-64 ans est supérieur à celui du département et de la France, alors qu'en 2008 la situation était inverse.
La commune est hors attraction des villes,. Elle compte 9 emplois en 2018, contre 4 en 2013 et 3 en 2008. Le nombre d'actifs ayant un emploi résidant dans la commune est de 9, soit un indicateur de concentration d'emploi de 100,8 % et un taux d'activité parmi les 15 ans ou plus de 36,4 %.
Sur ces 9 actifs de 15 ans ou plus ayant un emploi, 5 travaillent dans la commune, soit 56 % des habitants. Pour se rendre au travail, 88,9 % des habitants utilisent un véhicule personnel ou de fonction à quatre roues et 11,1 % n'ont pas besoin de transport (travail au domicile).

### Activités hors agriculture

#### Secteurs d'activités
Deux établissements seulement relevant d’une activité hors champ de l’agriculture sont implantés à Souanyas au 31 décembre 2019.

#### Entreprises et commerces
- Élevage de bovins, avec transhumance de Marians à Évol fin juin[54].

### Agriculture
|               | 1988 | 2000 | 2010 | 2020 |
| ------------- | ---- | ---- | ---- | ---- |
| Exploitations | 13   | 4    | 4    | 6    |
| SAU (ha)      | 189  | 317  | 58   | 494  |

La commune est dans le Conflent, une petite région agricole occupant le centre-ouest du département des Pyrénées-Orientales. En 2020, l'orientation technico-économique de l'agriculture  sur la commune est l'élevage de bovins, pour la viande. Six exploitations agricoles ayant leur siège dans la commune sont dénombrées lors du recensement agricole de 2020 (13 en 1988). La superficie agricole utilisée est de 494 ha,,.

## Culture locale et patrimoine

### Monuments et lieux touristiques
- Église Sainte-Eugénie de Souanyas, église romane.
- Église Saint-Fructueux de Marians, église romane.
- Église Saint-Cugat de Souanyas.

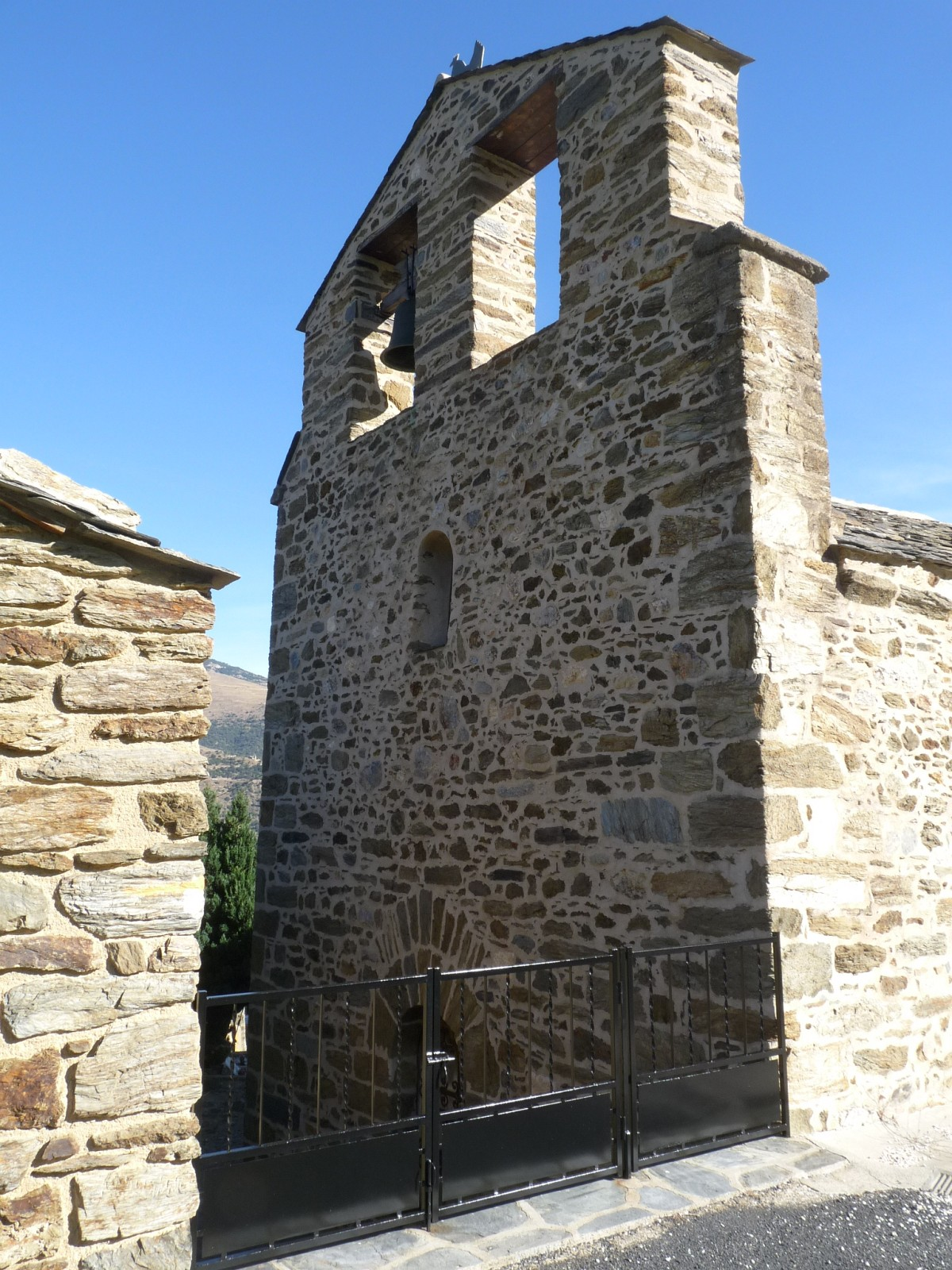
L'église Sainte-Eugénie
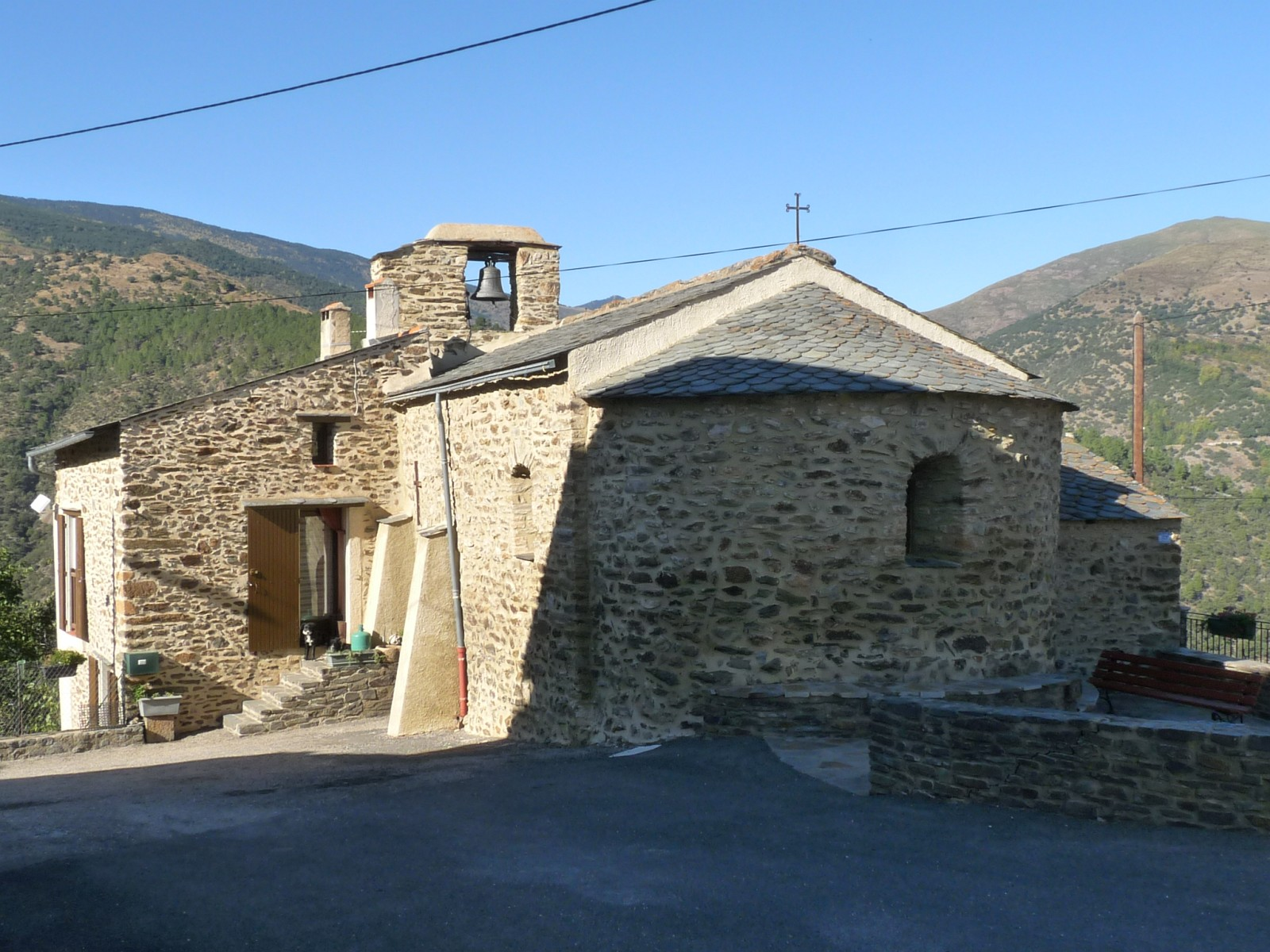
L'église Saint-Fructueux de Marians
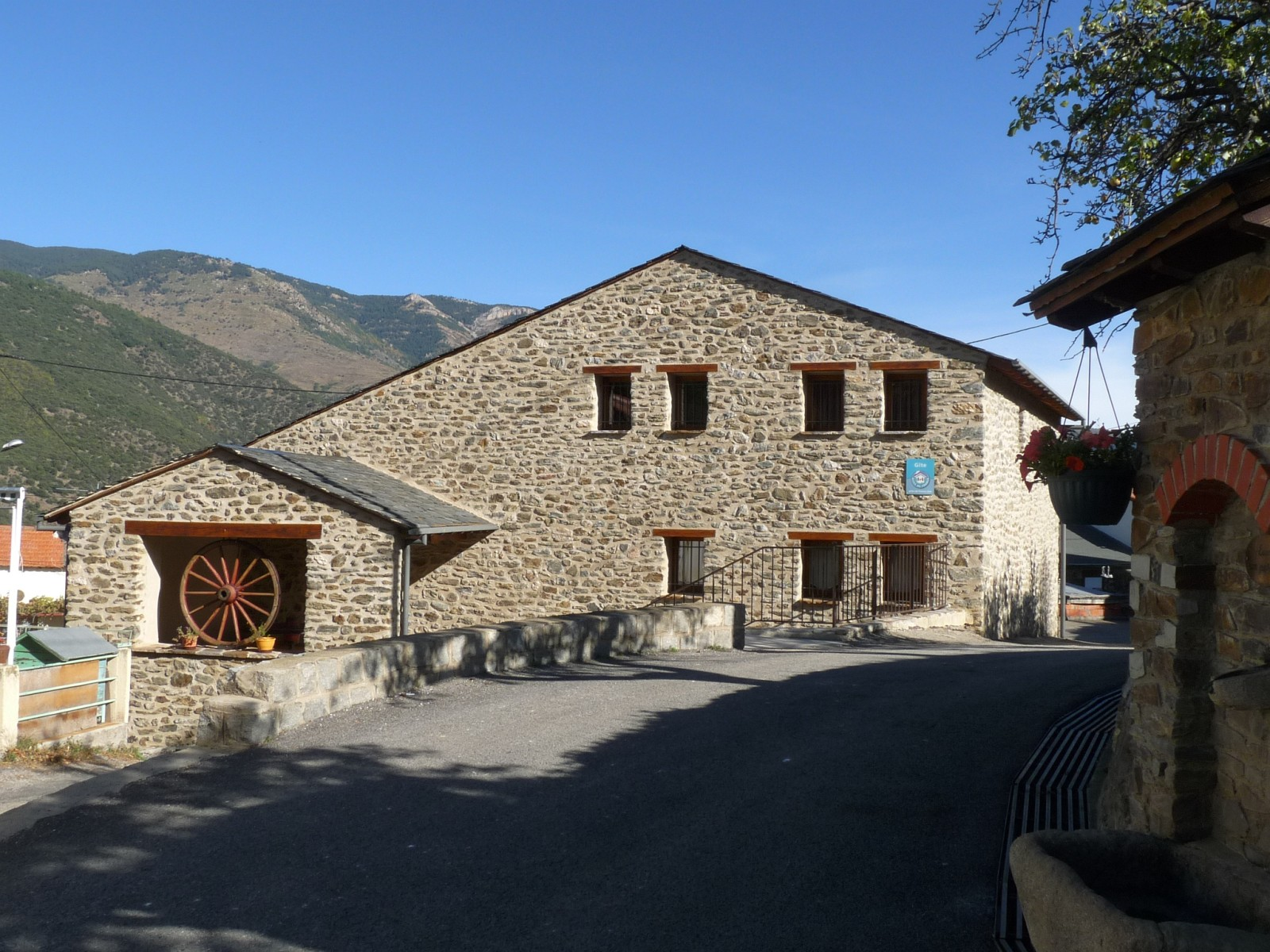
Gîte communal